# Raffaele Ganci
Raffaele Ganci (Palermo, 4 gennaio 1932 – Milano, 3 giugno 2022) è stato un mafioso italiano, legato a Cosa Nostra.
Era considerato un uomo di fiducia di Totò Riina ed era un membro della "Commissione provinciale" di Cosa Nostra.

## Biografia
Affiliato alla cosca della Noce, Ganci era strettamente legato al clan dei Corleonesi di Riina e, per queste ragioni, fu ritenuto responsabile degli omicidi del giornalista Mario Francese, dei boss Stefano Bontate, Salvatore Inzerillo e lupara bianca di Santo Inzerillo (fratello di Totuccio) nel 1981. Uno dei molti ergastoli da lui ricevuti fu quello per l'assassinio del generale e prefetto di Palermo Carlo Alberto dalla Chiesa.
Nel 1982 Ganci divenne capo della cosca della Noce e del relativo mandamento dopo avere ucciso il boss Salvatore Scaglione, brutalmente assassinato nel corso di una grigliata all'aperto nella tenuta di Michele Greco insieme a una dozzina di mafiosi di Partanna-Mondello e dell'Acquasanta. Come membro della commissione, ordinò gli assassinii dei giudici Giovanni Falcone e Paolo Borsellino nel 1992.
La famiglia Ganci gestiva un'avviata macelleria in Via Lo Jacono, a Palermo. Il negozio si trovava vicino alle residenze dei giudici Rocco Chinnici in Via Pipitone Federico e di Giovanni Falcone.
Il 10 giugno 1993, Raffaele Ganci fu arrestato a Terrasini dopo 5 anni di latitanza, insieme ai suoi figli Domenico e Calogero Ganci e a suo genero Francesco Paolo Anzelmo.
Suo figlio Calogero Ganci divenne un pentito e un testimone chiave nel 1996, confessando oltre 100 omicidi. Testimoniò contro suo padre e i suoi fratelli sul loro coinvolgimento negli assassini del giudice Rocco Chinnici, di Ninni Cassarà, del capitano Mario D'Aleo e del primo pentito di mafia, Leonardo Vitale.
Raffaele Ganci diede voto favorevole all'interno della "Commissione" sulla decisione di assassinare i giudici Falcone e Borsellino, e i suoi figli fecero parte del commando che eseguì le stragi.

### Morte
Stava scontando diversi ergastoli in regime di carcere duro secondo l'articolo 41-bis presso il carcere di Opera, quando nell'aprile 2022, novantenne, per l'aggravarsi delle condizioni di salute venne ricoverato a Milano all'Ospedale San Paolo, ove morì il 3 giugno.